# 霍巍
霍巍，四川大学历史文化学院考古系教授，现任四川大学历史文化学院院长、四川大学博物馆馆长，长期从事中国考古学的教学与研究工作。霍巍曾入选中国教育部“长江学者奖励计划”特聘教授，还兼任中国社会科学院考古研究所中国文明研究中心客座研究员等职务。